# Repubblica di Riva
La Repubblica Rivense fu un effimero governo rivoluzionario formatosi sulle sponde del Ceresio sotto la tutela dell'armata napoleonica.

## Storia
Nei primi tre secoli di dominazione svizzera i territori italiani, con la sola esclusione di qualche valle sullo spartiacque, erano territori conquistati e quindi posti in una condizione di assoggettamento senza diritti di voto, ma con l'obbligo di pagare le tasse ed obbedire ai balivi inviati dalla confederazione.
L'avanzata delle armate rivoluzionarie francesi in Europa nel 1797, portando con sé le idee di democrazia, mise in crisi l'oligarchia svizzera. Conquistata la Lombardia, gli agenti di Napoleone penetrarono in Valtellina, una delle vie strategiche nella guerra contro l'Austria, sobillando l'insurrezione giacobina. In questa prima fase i Grigioni, dominatori della valle, non si fecero trovare pronti, e persero questo territorio che fece secessione in favore della Repubblica Cisalpina.
L'anno successivo la situazione fu diversa, ma per un motivo più generale. L'ulteriore avanzata transalpina aveva trasformato la Svizzera in un saliente fra lo scacchiere padano e quello tedesco. In questo quadro il Direttorio si pose l'obiettivo di destabilizzare l'intero territorio elvetico, a partire dalla culturalmente sorella Svizzera romanda. La rivolta dilagò rapidamente, e nei baliaggi italiani si indirizzò verso la democratica Cisalpina. Il 23 febbraio la pieve di Riva votò la mozione dei patrioti, i giacobini locali, per la decadenza del baliaggio di Lugano. Il governo di Milano decise di sfruttare l'occasione con la speranza minima di spostare il confine sul lago di Lugano, e quello massimo di arrivare allo spartiacque.
Fu appunto la situazione generale a far fallire la repubblica rivense e ad affossare il tentativo italiano di espansionismo nel Mendrisiotto. Il successo del piano transalpino fu infatti rapidamente totale, portando al collasso generale della Vecchia Confederazione nella rivoluzione. Di fronte all'imminente prospettiva della fine del regime di ineguaglianza e il pieno ingresso in un governo democratico, il 16 marzo 1798 il popolo di Riva rifiutò la secessione e accettò di aderire alla nuova Repubblica Elvetica.